# Gastrotheca aguaruna
Gastrotheca aguaruna é uma espécie de anfíbio anuro da família Hemiphractidae. Está presente no Peru. A UICN classificou-a como quase ameaçada.